# NGC 396
NGC 396 је спирална галаксија у сазвежђу Рибе која се налази на NGC листи објеката дубоког неба.
Деклинација објекта је + 4° 31' 51" а ректасцензија 1h 8m 8,5s. Привидна величина (магнитуда) објекта NGC 396 износи 15,7 а фотографска магнитуда 16,5. NGC 396 је још познат и под ознакама * or c gxy 10"" n, PGC 99944.